# 唐從心
唐从心（641年—708年），字遂，唐朝并州晋阳县（今山西省太原市）人。凌烟阁功臣唐俭的孙子，殿中少监唐嘉会的儿子。

## 生平
唐从心在神龙年间，以其子唐晙娶太平公主之女，于是被擢升为殿中监。先天年间，唐晙为太常少卿，唐玄宗平定太平公主之乱，唐晙作为太平公主党羽被诛杀。弟弟唐简心，官至洛州司录参军，唐启心，官至绵州刺史。

## 履历
- 二十四歲，以崇文生對策甲科，授相王府典籖，俄遷法曹參軍事。
- 轉益州倉曹參軍事。
- 升任尚食直長，儀鳳三年（678年）丁父憂
- 檢校尚食奉御，尋加朝散大夫，去檢校。
- 遷豳州長史，未赴任，除左衛郎将，以継母去世去職。
- 服闋，復本任左衛郎将。
- 拜户部郎中
- 除光禄少卿
- 加通議大夫
- 南郊祭祀典礼上，特勑充昇壇輦脚，加銀青光禄大夫，遷宋州刺史。
- 因契丹入寇幽州，改任瀛州刺史，未到官，賊平，復爲宋州刺史
- 遷衛州刺史，未到官，入爲殿中少監，以叔父唐波若干法，徙于張掖
- 征匈奴有功，入爲都水使者
- 遷殿中少監，以子唐晙娶太平公主女，又復本階爲殿中監
- 加金紫光禄大夫
- 神龍三年，以從弟累，貶爲歙州刺史[1]。

## 家族
- 髙祖唐邕，北齊晉昌郡王、録尚書事。
- 曾祖唐君徹，齐中书舍人、散骑常侍，隋朝戎顺二州刺史
- 祖父唐儉，唐朝元勲佐命，特進、上柱國、莒國公，食實封一千二百户，贈開府儀同三司、都督并汾箕嵐四州諸軍事、并州刺史，謚曰襄。
- 父唐嘉會（614年-678年），官至殿中少監，神龍初贈蒲州刺史。
- 母亲河南元氏，洋州刺史元務整第二女。
- 妻子河南長孫氏，薛國公長孫覽曾孫女、左千牛長孫行本之女。
- 長子唐昕，鸿胪卿
- 次子唐晙，太常少卿
- 次子唐晦
- 次子唐晞